# Tuna hage-skatten
Tuna hage-skatten är ett guldfynd som är klassificerat som depåfynd.
Skatten hittades hösten år 1845 i Tuna hage, Husby-Långhundra socken, Uppland av barnen till skräddaren Lundström under lingonplockning i hagen. Fyndplatsen låg mellan två på kant stående stenar som kanske varit markörer för platsen. Barnen som fann skatten trodde först att ringarna var förtrollade ormar och vågade därför inte röra dem innan en äldre tillkallades.
Fem föremål ingick i skatten, nämligen fyra "ringar eller stänger av guld" samt en liknande som är tillverkad av silverblandat guld eller elektrum med dekorerade ändar, lagd i tre varv och på mitten omlindad med en spiral av tjock guldtråd för att denna inte skulle tappas bort (totala vikten är 203 gram). En bonde från Tuna sålde i smyg två ringar till en guldsmed i Stockholm. De tre andra lämnades in men bara en inlöstes, ödet för de andra ringarna är osäkert.
Stilmässigt har den bevarade armringen daterats till romersk järnålder.
Den bevarade armringen förvaras i dag på Statens Historiska Museum i Stockholm. 

## Tuna hage-skatten armring

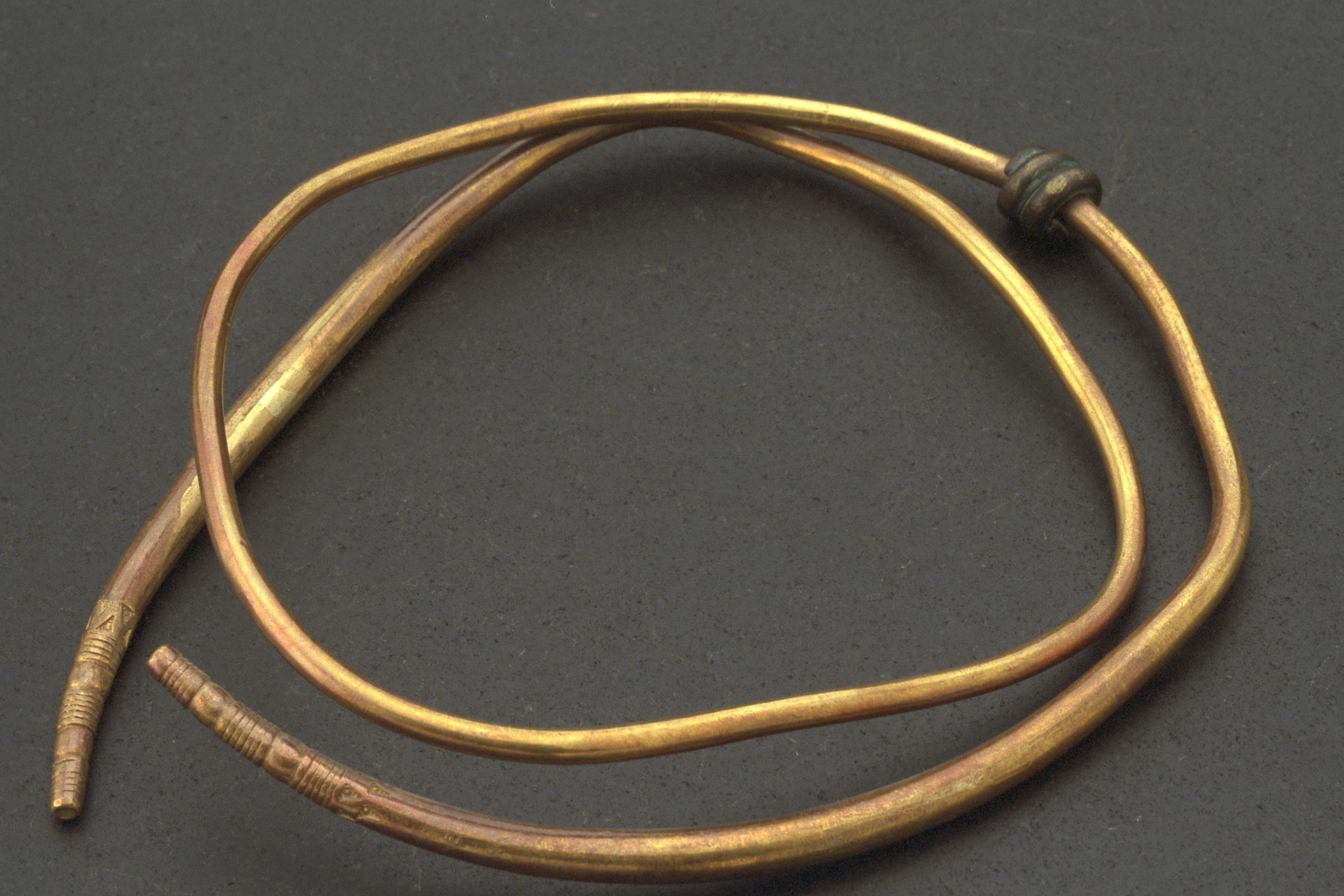
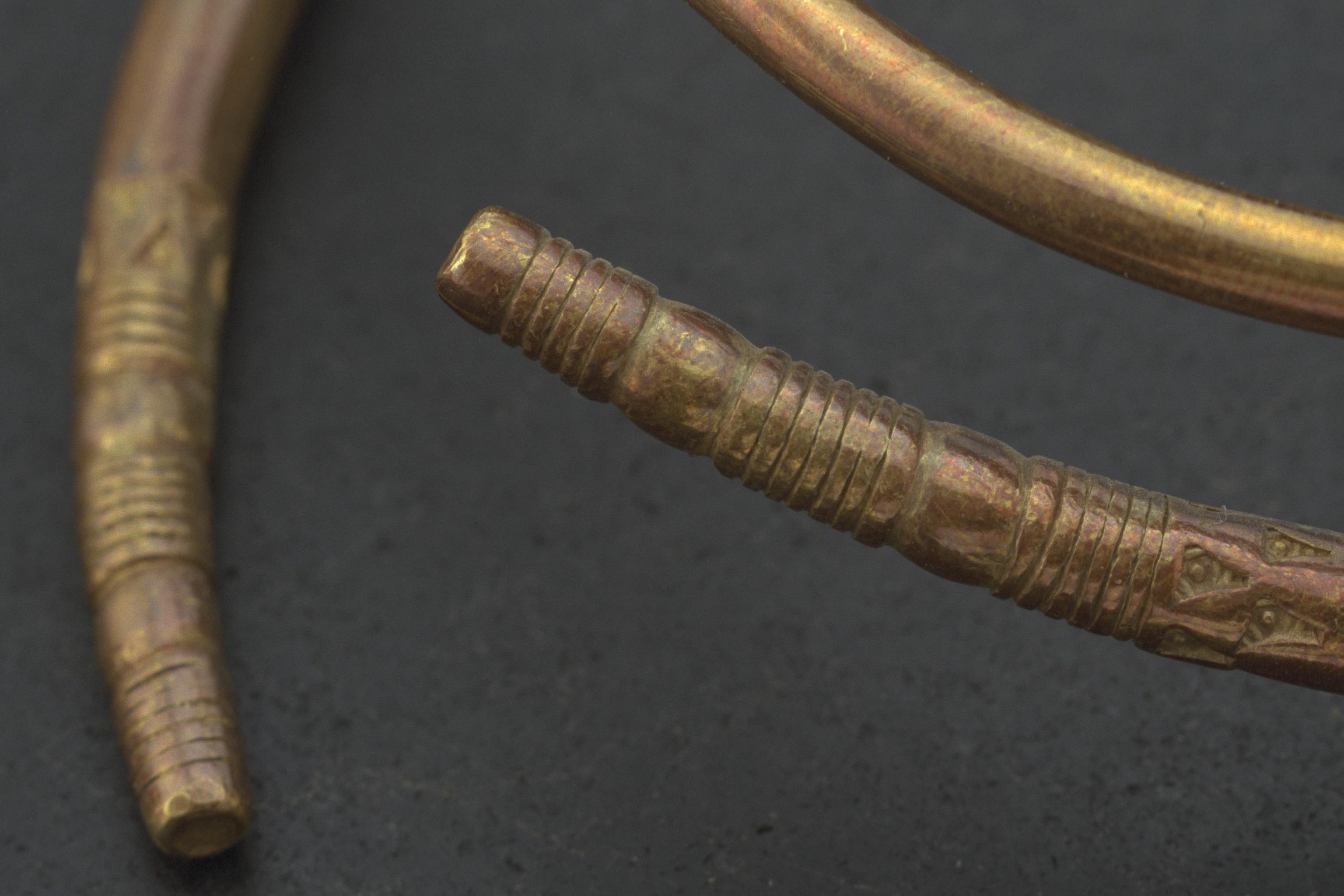
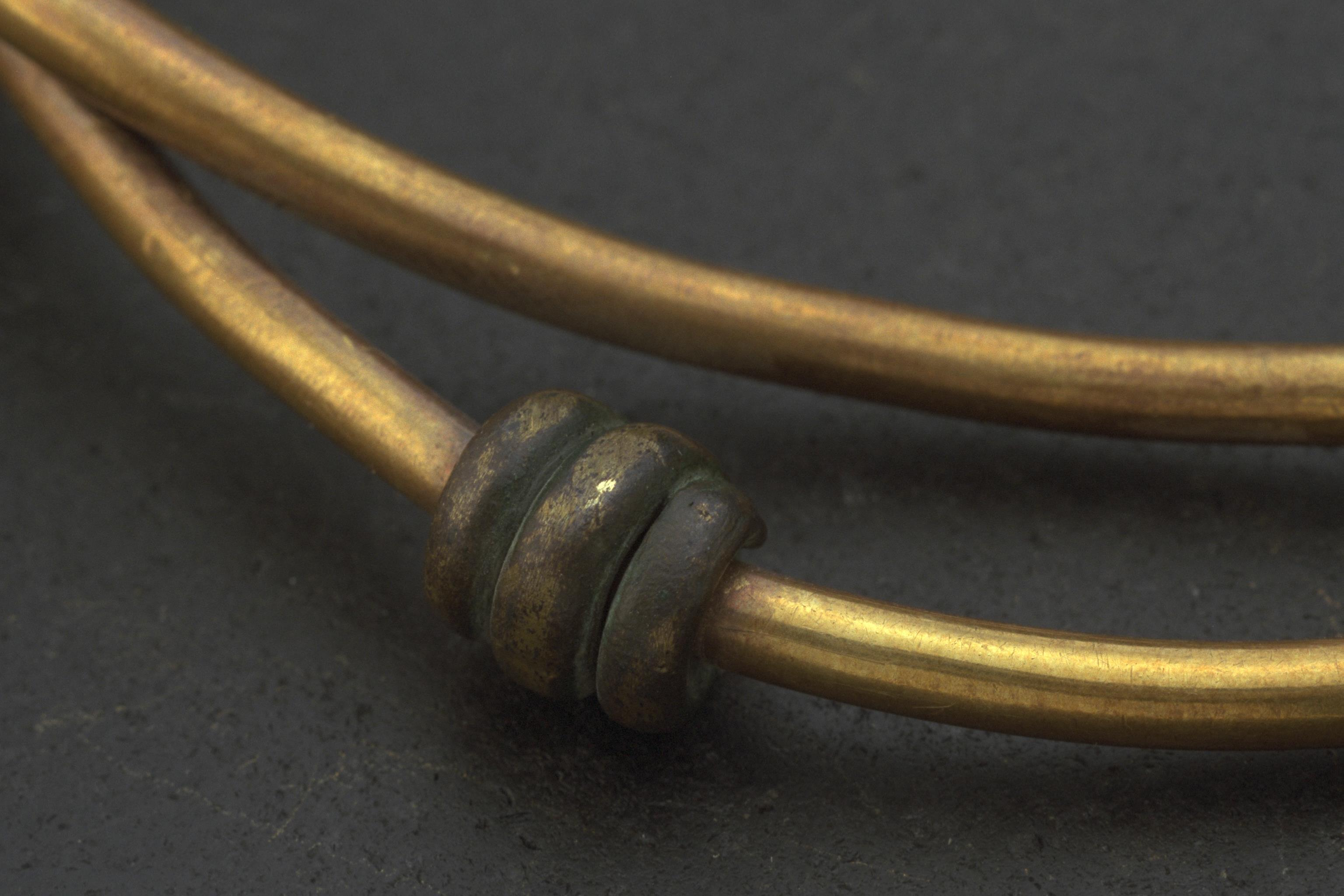